# 埃德蒙·霍顿
埃德蒙·霍顿（英語：Edmund Horton，1896年3月25日—1944年5月26日），生于纽约州，美国男子雪车运动员。他曾代表美国参加1932年冬季奥林匹克运动会雪车比赛，获得男子四人银牌。